# Domnísta
Domnísta är en ort i Grekland.   Den ligger i prefekturen Nomós Evrytanías och regionen Grekiska fastlandet, i den centrala delen av landet, 180 km nordväst om huvudstaden Aten. Domnísta ligger 1 048 meter över havet och antalet invånare är 287.
Terrängen runt Domnísta är bergig åt sydväst, men åt nordost är den kuperad. Runt Domnísta är det mycket glesbefolkat, med 5 invånare per kvadratkilometer. Närmaste större samhälle är Karpenísi, 18,6 km norr om Domnísta. I omgivningarna runt Domnísta växer i huvudsak blandskog.